# Yanai
Yanai (jap. 柳井市 Yanai-shi) – miasto w Japonii, w prefekturze Yamaguchi, w południowo-zachodniej części wyspy Honsiu, nad Morzem Wewnętrznym.

## Położenie
Miasto leży we wschodniej części prefektury graniczy z miastami:
- Iwakuni
- Hikari

## Miasta partnerskie
- Chiny: Huainan oraz Zhangqiu